# Гардзено
Гардзе́но, Гарцено (итал. Garzeno) — коммуна в Италии, находится в регионе Ломбардия, в провинции Комо.
Население составляет 1029 человек (2008), плотность населения составляет 35 чел./км². Занимает площадь 29 км². Почтовый индекс — 22010. Телефонный код — 0344.
Покровителями коммуны почитаются святые апостолы Пётр и Павел, празднование 29 июня. 

## Демография
Динамика населения: